# Forfar
Forfar, schottisch-gälisch: Baile Fharfair, ist eine Stadt in der Council Area Angus. Sie ist mit etwa 14.048 Einwohnern (Stand 2011) der Verwaltungssitz von Angus. Forfar ist auch der Verwaltungssitz der traditionellen Grafschaft Angus, die bis 1928 Forfarshire hieß.
Am Westrand Forfars befindet sich der Loch of Forfar mit dem Forfar Loch Country Park, einem Park mit Freizeitanlagen.
Die Adelstitel Lord Aston of Forfar und Earl of Forfar beziehen sich auf die Stadt.

## Infrastruktur und Wirtschaft
Forfar liegt in der Nähe der Fernstraße A90. Seit 1982 ist Forfar nicht mehr an das Eisenbahnnetz angeschlossen (Personenverkehr nur bis 1967).
Das Meffan Institute ist ein Museum und eine Kunstgalerie in Forfar. Es beherbergt unter anderem eine Sammlung von piktischen Symbolsteinen, insbesondere den Dunnichen Stone und die Kirriemuirsteine.

## Söhne und Töchter der Stadt
- Peter Ritchie Calder, Baron Ritchie-Calder (1906–1982), Autor, Journalist und Hochschullehrer
- Edwin Duff (1928–2012), Sänger
- Kathryn Findlay (1953–2014), Architektin
- Gregor Fisken (* 1964), Unternehmer und Autorennfahrer
- Thomas Fothringham-Parker (1907–1979), Autorennfahrer
- Ian Read (* 1953), Manager
- Ronald Belford „Bon“ Scott (1946–1980), Sänger AC/DC
- Owen Stirton (* 2007), Fußballspieler
- Alexander Sutherland Neill (1883–1973), Pädagoge
- Joseph Wedderburn (1882–1948), Mathematiker